# أبنر دوبلداي
أبنر دوبلداي (بالإنجليزية: Abner Doubleday)‏ هو ضابط أمريكي، ولد في 26 يونيو 1819 في بالستون في الولايات المتحدة، وتوفي في 26 يناير 1893 في مندهام في الولايات المتحدة.

## وصلات خارجية
- أبنر دوبلداي على موقع الموسوعة البريطانية (الإنجليزية)
- أبنر دوبلداي على موقع إن إن دي بي (الإنجليزية)